# 吉于賓山
46°33′51.80″N 8°38′4.80″E / 46.5643889°N 8.6346667°E

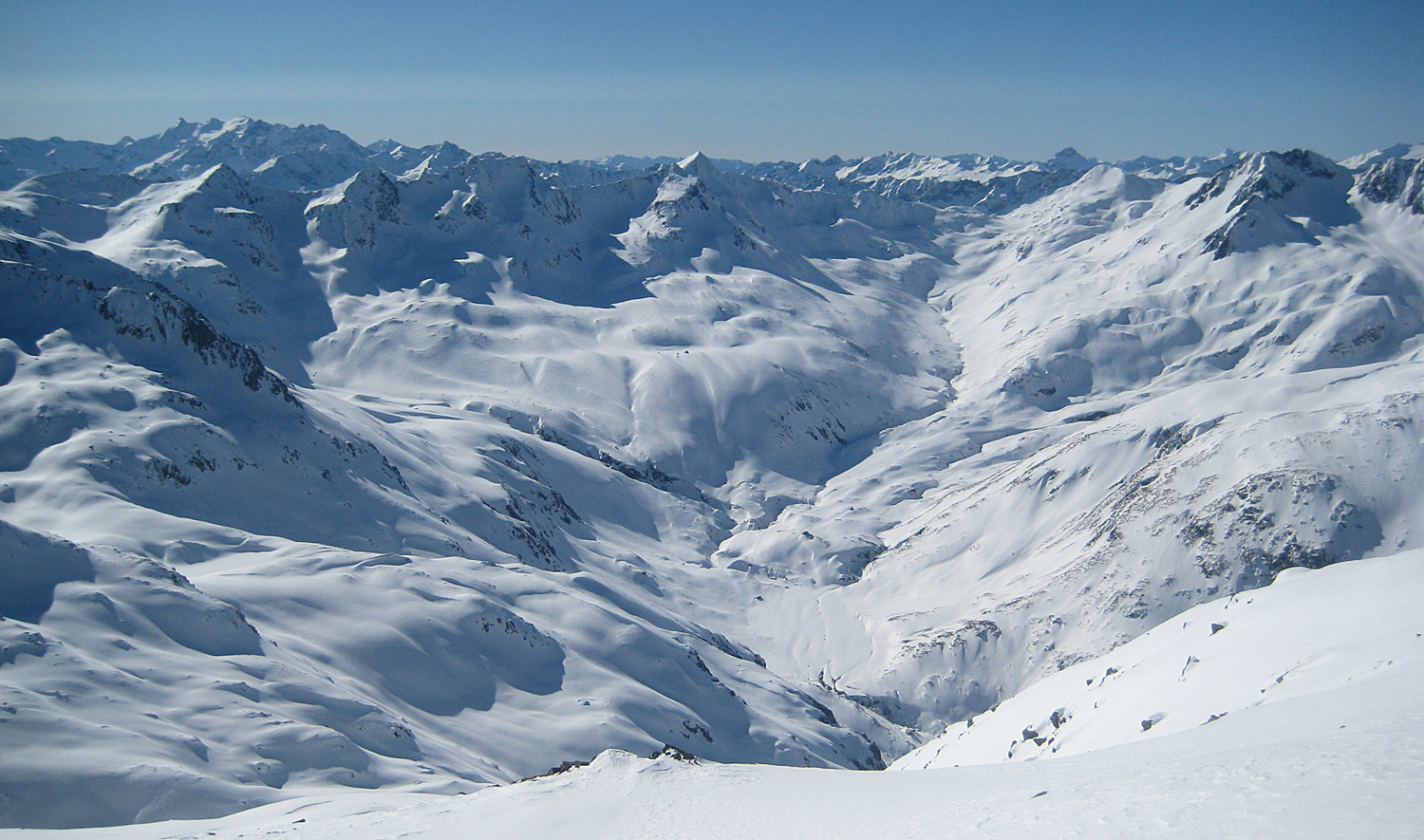

吉于賓山（Giübin），是瑞士的山峰，位於該國中部，處於烏里州和提契諾州負責管轄，屬於勒蓬廷山的一部分，處於艾羅洛以南，海拔高度2,776米。